# Apanteles prosper
Apanteles prosper är en stekelart som beskrevs av Wilkinson 1932. Apanteles prosper ingår i släktet Apanteles och familjen bracksteklar. Inga underarter finns listade i Catalogue of Life.